# Manchester City FC
Manchester City Football Club, cunoscut ca Manchester City sau simplu Man. City este un club de fotbal din Manchester, Anglia.
Sub conducerea lui Pep Guardiola, Manchester City câștigă Liga Campionilor în sezonul 2022-2023, primul trofeu din istoria clubului și devine a doua echipa engleză (după Manchester United) care reușește tripla într-un sezon (2022-2023).

## Istoric
Manchester City Footbal Club a luat ființă în anul 1880 sub numele St. Mark's West Gorton la inițiativa membrilor bisericii St. Mark's Church of England, West Gorton, Manchester. 
Pe fondul unui șomaj ridicat au apărut probleme sociale foarte mari ca alcolismul și violența între anumite bande. Arthur Connell (rectorul Bisericii St. Mark) și fiica acestuia Anne Connel s-au implicat în reducerea acestor probleme și prin urmare au creat un club de cricket în 1875. În 1880 doi paznici ai bisericii St Mark -William Beastow și Thomas Goodbehere- au creat și o echipă de fotbal numită "St. Mark's West Gorton". Uneori aceasta era numită West Gorton (St Mark's).
La 13 noiembrie 1880, St. Mark's West Gorton a susținut primul meci de fotbal împotriva echipei de fotbal a bisericii din Macclesfield, s-a încheiat cu o  înfrângere (scor 1-2).
În 1884, clubul a fuzionat cu o altă echipă Gorthon Athletic, însă această fuziune a durat câteva luni. West Gorton se va numi Gorton Association Football Club, iar Gorton Athletic va deveni West Gorton Athletic.
În 1887 Gorton A.F.C. a devenit un club profesionist, mutându-se pe Stadionul Hyde Road, ceea ce a condus la schimbarea numelui în  Ardwick Association Football Club pentru a reflecta noua locație din partea de Est a orașului. 
Primul meci pe Hyde Road a fost programat să fie împotriva echipei Salford A.F.C. la 10 septembrie 1887.
în 1891, Ardwick A.F.C. reușește să cucereacă primul trofeu Manchester Cup învingând echipa concitadină Newton Heath L.Y.R. cu 1-0. Drept urmare Ardwick A.F.C. este admisă în Football Alliance. Ca urmare a fuziunii a Football Alliance cu Football League, Ardwick A.F.C. devine membru fondator al Football League Second Division.
La 16 aprilie 1894, Ardwick A.F.C. devine Manchester City Football Club, fiind companie înregistrată.
Cea mai de succes perioadă a clubului a fost la finalul anilor 1960 și începutul anilor 1970, când a câștigat campionatul, Cupa Angliei și Cupa Cupelor, toate trofeele sub conducerea antrenorilor Joe Mercer și Malcolm Allison. Din echipă făceau parte între alții Colin Bell, Mike Summerbee și Francis Lee.
De la Cupa Ligii câștigată în 1976, clubul nu a mai obținut niciun trofeu important. Mai mult, declinul clubului a consemnat și două retrogradări din primul eșalon în anii 1990, în sezonul 1998-99 ajungând până în al treilea eșalon al fotbalului englez, pentru prima dată în istoria clubului.
În 2008, echipa a fost cumpărată de un consorțiu de firme din Abu Dhabi care a investit sume importante de bani în aducerea de jucători noi (în vara anului 2009 au fost plătite peste 100 de milioane de lire sterline pentru transferuri).
Din 2003, echipa evoluează pe Stadionul City of Manchester, arenă cu o capacitate de 47.826 de locuri.

## Echipa

### Lotul sezonului 2025-2026
La 12 august 2025.
| Nr. |               | Poziție | Jucător                       |
| --- | ------------- | ------- | ----------------------------- |
| 1   | Anglia        | P       | James Trafford                |
| 3   | Portugalia    | F       | Rúben Dias (vice-căpitan)     |
| 4   | Țările de Jos | M       | Tijjani Reijnders             |
| 5   | Anglia        | F       | John Stones                   |
| 6   | Țările de Jos | F       | Nathan Aké                    |
| 7   | Egipt         | A       | Omar Marmoush                 |
| 8   | Croația       | M       | Mateo Kovačić                 |
| 9   | Norvegia      | A       | Erling Haaland                |
| 10  | Franța        | M       | Rayan Cherki                  |
| 11  | Belgia        | M       | Jérémy Doku                   |
| 13  | Anglia        | P       | Marcus Bettinelli             |
| 14  | Spania        | M       | Nico González                 |
| 16  | Spania        | M       | Rodri (vice-căpitan)          |
| 18  | Germania      | P       | Stefan Ortega                 |
| 19  | Germania      | M       | İlkay Gündoğan (vice-căpitan) |
| 20  | Portugalia    | M       | Bernardo Silva (căpitan)      |

| Nr. |              | Poziție | Jucător             |
| --- | ------------ | ------- | ------------------- |
| 21  | Algeria      | F       | Rayan Aït-Nouri     |
| 24  | Croația      | F       | Joško Gvardiol      |
| 25  | Elveția      | F       | Manuel Akanji       |
| 26  | Brazilia     | M       | Savinho             |
| 27  | Portugalia   | M       | Matheus Nunes       |
| 30  | Argentina    | M       | Claudio Echeverri   |
| 31  | Brazilia     | P       | Ederson             |
| 44  | Anglia       | M       | Kalvin Phillips     |
| 45  | Uzbekistan   | F       | Abdukodir Khusanov  |
| 47  | Anglia       | M       | Phil Foden          |
| 52  | Norvegia     | M       | Oscar Bobb          |
| 75  | Anglia       | M       | Nico O'Reilly       |
| 78  | Burkina Faso | F       | Issa Kaboré         |
| 82  | Anglia       | F       | Rico Lewis          |
| 97  | Anglia       | F       | Josh Wilson-Esbrand |
|     | Norvegia     | M       | Sverre Nypan        |

### Jucători împrumutați
| Nr. |          | Poziție | Jucător                                                |
| --- | -------- | ------- | ------------------------------------------------------ |
| 10  | Anglia   | M       | Jack Grealish (la Everton până pe 30 iunie 2026)       |
| 22  | Brazilia | F       | Vitor Reis (la Girona până pe 30 iunie 2026)           |
| 66  | Anglia   | F       | Jahmai Simpson-Pusey (la Celtic până pe 30 iunie 2026) |
|     | Anglia   | A       | Divin Mubama (la Stoke City până pe 31 mai 2026)       |

| Nr. |              | Poziție | Jucător                                       |
| --- | ------------ | ------- | --------------------------------------------- |
| 68  | Anglia       | F       | Max Alleyne (la Watford până pe 31 mai 2026)  |
|     | Anglia       | F       | Finley Burns (la Reading până pe 31 mai 2026) |
|     | Sierra Leone | F       | Juma Bah (la Nice până pe 30 iunie 2026)      |

## Jucători celebri

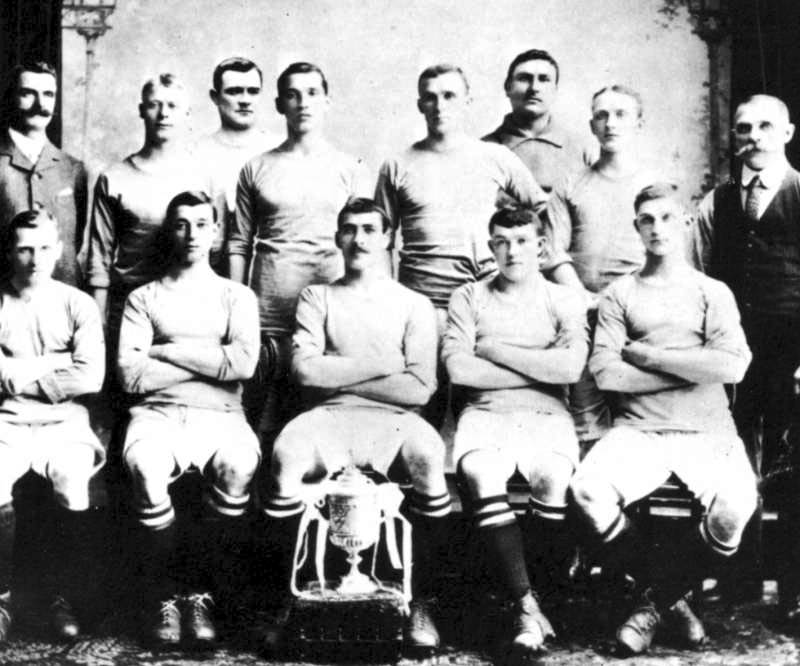
Echipa care a câștigat Cupa Angliei în 1904

- anii 1910:  Billy Meredith,  Tommy Johnson.
- anii 1920:  Sam Cowan,  Eric Brook.
- anii 1930:  Frank Swift,  Peter Doherty.
- anii 1940:  Roy Clarke,  Bert Trautmann.
- anii 1950:  Ken Barnes,  Roy Paul,  Alan Oakes.
- anii 1960:  Mike Summerbee,  Colin Bell,  Tony Book,  Francis Lee,  Joe Corrigan.
- anii 1980:  Paul Lake.
- anii 1990:  Niall Quinn.

## Echipa tehnică
| Funcție               | Nume              |
| --------------------- | ----------------- |
| Manager               | Josep Guardiola   |
| Antrenor prima echipă |                   |
| Antrenor portari      | Xabier Mancisidor |
| Scout                 | Graham Carr       |
| Director al academiei | Jim Cassell       |
| Fizioterapeut șef     | Ally Beatie       |

## Manageri importanți
| Nume         | Din  | Până în | Meciuri | Câștigate | Egaluri | Pierdute |
| ------------ | ---- | ------- | ------- | --------- | ------- | -------- |
| Tom Maley    | 1902 | 1906    | 150     | 89        | 22      | 39       |
| Wilf Wild    | 1932 | 1946    | 354     | 158       | 124     | 72       |
| Les McDowall | 1950 | 1963    | 592     | 220       | 127     | 245      |
| Joe Mercer   | 1965 | 1971    | 340     | 149       | 94      | 97       |
| Tony Book    | 1974 | 2321    | 269     | 114       | 75      | 80       |

## Palmares și statistici

### Titluri și trofee
| Campionatele Naționale | Cupele Naționale | Competiții Europene |
| - Premier League (10) : - Campioană : 1937, 1968, 2012, 2014, 2018, 2019, 2021, 2022, 2023, 2024. - Vice-campioaniă : 1904, 1921, 1977, 2013, 2015, 2020. - EFL Championship (7) : - Campioană : 1899, 1903, 1910, 1928, 1947, 1966, 2002. - Vice-campioaniă : 1896, 1951, 1989, 2000. - Football League One : - Play-off : 1999. | - Cupa Angliei (7) : - Câștigătoare : 1904, 1934, 1956, 1969, 2011, 2019, 2023. - Finalistă : 1926, 1933, 1955, 1981, 2013, 2024. - Cupa Ligii (8) : - Câștigătoare : 1970, 1976, 2014, 2016, 2018, 2019, 2020, 2021. - Finalistă : 1974. - Supercupa Angliei (6) : - Câștigătoare : 1937, 1968, 1972, 2012, 2018, 2019. - Finalistă : 1934, 1956, 1969, 1973, 2011, 2014, 2021, 2022, 2023. | - Liga Campionilor (1): - Câștigătoare : 2023. - Finalistă : 2021. - Semifinalistă : 2016, 2022. - Europa League : - Optimi : 2011, 2012. - Cupa Cupelor (1): - Câștigătoare : 1970. - Supercupa Europei (1): - Câștigătoare : 2023. |

## Rezultate
| 2019 | Manchester City | 6 - 0 | Watford    |
| 2013 | Manchester City | 0 - 1 | Wigan      |
| 2011 | Manchester City | 1 - 0 | Stoke City |
| 1981 | Manchester City | 2 - 3 | Tottenham  |
| 1969 | Manchester City | 1 - 0 | Leicester  |
| 1956 | Manchester City | 3 - 1 | Birmingham |
| 1955 | Manchester City | 1 - 3 | Newcastle  |
| 1934 | Manchester City | 2 - 1 | Portsmouth |
| 1933 | Manchester City | 0 - 3 | Everton    |
| 1926 | Manchester City | 0 - 1 | Bolton     |
| 1904 | Manchester City | 1 - 0 | Bolton     |

| 2021 | Manchester City | 1 - 0 | Tottenham     |
| 2020 | Manchester City | 2 - 1 | Aston Villa   |
| 2019 | Manchester City | 0 - 0 | Chelsea       |
| 2018 | Manchester City | 3 - 0 | Arsenal       |
| 2016 | Manchester City | 1 - 1 | Liverpool     |
| 2014 | Manchester City | 3 - 1 | Sunderland    |
| 1976 | Manchester City | 2 - 1 | Newcastle     |
| 1974 | Manchester City | 1 - 2 | Wolves        |
| 1970 | Manchester City | 2 - 1 | West Bromwich |

| 2021 | Manchester City | 0 - 1 | Leicester         |
| 2019 | Manchester City | 1 - 1 | Liverpool         |
| 2018 | Manchester City | 2 - 0 | Chelsea           |
| 2014 | Manchester City | 0 - 3 | Arsenal           |
| 2012 | Manchester City | 3 - 2 | Chelsea           |
| 2011 | Manchester City | 2 - 3 | Manchester United |
| 1973 | Manchester City | 0 - 1 | Burnley           |
| 1972 | Manchester City | 1 - 0 | Aston Villa       |
| 1969 | Manchester City | 1 - 2 | Leeds United      |
| 1968 | Manchester City | 6 - 1 | West Bromwich     |
| 1956 | Manchester City | 0 - 1 | Manchester United |
| 1937 | Manchester City | 2 - 0 | Sunderland        |
| 1934 | Manchester City | 0 - 4 | Arsenal           |

## Recordurile clubului
• Victorii înregistrate în Ligă - 11-3 v. Lincoln City (23 martie 1895,cele mai multe goluri marcate) 10-0 vs  Darwen (18 februarie 1899,cea mai mare victorie)
• Victorii înregistrate în Cupa FA - 12-0 v. Liverpol Stanley ( 4 octombrie 1890)
• Înfrângeri înregistrate în Ligă - 0-8 vs Burton Wanderers (26 decembrie 1894), 0–8 vs Wolverhampton Wanderers (23 decembrie 1933), 1–9 vs Everton (3 septembrie 1906), 2–10 vs Small Heath (17 martie 1893)
• Înfrângeri înregistrate în Cupa FA - 0-6 vs Preston North End (30 Januarie 1897), 2–8 v. Bradford Park Avenue (30 Januarie 1946)
• Cea mai mare prezență acasă - 84,569 v. Stoke City (3 martie 1934)
• Cele mai multe apariții în Ligă - 561 + 3, Alan Oakes 1958–76
• Cele mai multe prezențe - 676 + 4, Alan Oakes 1958–76
• Cele mai multe goluri marcate - 177, Eric Brook 1928–40
• Cele mai multe goluri marcate într-un sezon - 38,Tommy Johnson 1928–29
• Taxa de transfer plătită de înregistrare - £35 milioane lui Atlético Madrid pentru Sergio Agüero

• 'Taxa de transfer plătită -  £21 milioane lui Chelsea pentru Shaun Wright-Phillips, Iulie 2005

## Stadion
Stadionul lui Manchester City este cunoscut sub numele de Eastlands sau Stadionul Etihad din Iulie 2011 din cauza angajamentelor de sponsorizare.Stadionul este situat la est. Stadionul a fost acasă la City la sfârșitul sezonului 2002-03,atunci când clubul s-a mutat pe strada Maine. Înainte de a se muta,, Manchester City a cheltuit în plus 30 de milioane de euro pentru a juca pe el.Terenul de joc a fost redus de la câțiva metri.